# Costantino Cavarzerani
Costantino Cavarzerani (Caneva, 7 maggio 1869 – Stevenà, 28 ottobre 1945) è stato un generale italiano, particolarmente distintosi come ufficiale sia nella guerra italo-turca che nella prima guerra mondiale. Insignito della Croce di Cavaliere dell'Ordine militare di Savoia e di due medaglie d'argento al valor militare.

## Biografia
Nacque a Caneva di Sacile il 7 maggio 1869, figlio di Giovanni battista e Agata Burelli. Intraprese la carriera militare nel Regio Esercito, e il 16 ottobre 1888 fu ammesso a frequentare la Scuola militare di Modena dalla quale uscì il 4 agosto 1890 con il grado di sottotenente dell'arma di fanteria in servizio nel 7º Reggimento alpini. Promosso tenente il 19 agosto 1894, venne anche nominato Aiutante Maggiore in seconda.
Dietro sua domanda il 27 febbraio 1896 fu inviato a Massaua, Eritrea, dove prese parte al tentativo di liberare Adigrat, assediata dagli Scioani, da parte del generale Antonio Baldissera. Rientrò in Italia il 16 giugno 1896 riprendendo servizio nel 7º Reggimento alpini.  Nel 1909 passò in forza all'8º Reggimento alpini di nuova costituzione posto agli ordini del colonnello Antonio Cantore, partecipando poi alla guerra italo-turca in Libia, con il grado di capitano, al comando di una compagnia del Battaglione alpini "Tolmezzo".
Nell’attacco a Kikla, il 25 marzo 1913, rimase ferito piuttosto gravemente e venne decorato con una medaglia d'argento al valor militare. Anche per vari altri atti coraggiosi (ebbe il cavallo ucciso sotto di sé in un combattimento), il colonnello Cantore lo elogiò pubblicamente.
Sbarcato a Siracusa il 12 aprile 1913 in precarie condizioni di salute, dopo mesi di ricovero in ospedale, riprese servizio attivo alla vigilia della Grande Guerra, sempre all'8º Reggimento alpini, ma con la promozione a maggiore. Trasferito poi all’Ufficio Informazioni del XII Corpo d'armata e promosso tenente colonnello il 25 maggio 1916, assumendo il comando del 256º Reggimento fanteria "Veneto"; il 14 giugno 1917, promosso colonnello, partecipò al combattimento di quota 1778 a Monte Zebio. In questa occasione, visti morire quasi tutti gli ufficiali del suo reggimento e le truppe sbandare sotto fuoco nemico, salì su di un roccione e spronò i suoi uomini ad avanzare.
Il 1º luglio 1917 venne nuovamente trasferito all’8º Reggimento alpini, incaricato della responsabilità tattica della difesa della Valle Roccolana che brillantemente rafforzò e predispose a difesa con mirabile bravura con alcune opere tra il Pal Piccolo e il Pal Grande. Investito dall'offensiva austro-tedesca di Caporetto, riuscì a resistere saldamente per alcuni giorni, per poi ripiegare combattendo valorosamente fino al Tagliamento, sempre sotto la pressione delle preponderanti forze nemiche. Per il suo comportamento in questa occasione fu insignito della Croce di Cavaliere dell'Ordine militare di Savoia, e gli venne conferito il titolo di Conte di Nevea. Il 15 novembre 1917 fu fatto prigioniero a Sedrano. Il 6 dicembre fu rinchiuso nel campo di Nagimegyer, e poi trasferito a quello di Dunaszerdahely dove rimase fino alla sua liberazione.
Il 19 marzo 1919 divenne Comandante del Deposito dell’8º Reggimento alpini dove ebbe modo di collaborare, insieme a Italo Balbo e a pochi altri, alla stesura di un “giornaletto interno” all’8º Reggimento dal titolo L’Alpino.
Dopo lo sgombero di Gabriele D'Annunzio da Fiume, comandò in quella piazza le truppe italiane durante il governatorato del generale Gaetano Giardino e rientrò a Tolmezzo con il suo reggimento nel 1924. Fu uno dei promotori della costruzione del Monumento al generale Cantore a Cortina d'Ampezzo nel 1921. Promosso generale di brigata nel 1926, lasciò gli Alpini per comandare la Brigata Como di stanza nella piazza di Gorizia. Restò in servizio attivo fino al 1931 e poi, una volta congedato, si stabilì a Stevenà, impegnandosi subito nell’attività dell’Associazione Nazionale Alpini.
Il 18 agosto 1935 sostituì nell'incarico il Presidente sezionale Cesare Perotti e nel marzo del 1938 lasciò la carica perché nominato “Ispettore del Gruppo delle Sezioni dell’8º Alpini”.
Dopo la firma dell'armistizio dell'8 settembre 1943, e l'occupazione del Friuli-Venezia Giulia da parte dei tedeschi, formò nel pordenonese un gruppo antitedesco ed antifascista di tendenze decisamente monarchiche. Nel luglio 1944 i gruppi da lui creati confluirono nella 5ª brigata Osoppo con battaglione "Piave". 
Il 20 ottobre 1945 dettò alla figlia primogenita Agata il suo testamento, e si spense a Stevenà il 28 ottobre dello stesso mese.
Il suo diario fu pubblicato nel libro (curato da Nico Nanni): Un vecchio Alpino in guerra, in pace e nella Resistenza, Stab. Tipogr. P. Castaldi, Feltre, 1970, grazie anche alla collaborazione del figlio Gaspare.

### Fonti
1. 1 2 3  Bianchi 2012, p. 61.
2. 1 2  Alpini Pordenone.
3. 1 2 3 4 5 6 7 8 9 10 11 12  Bianchi 2012, p. 62.
4. ↑  Barilli 1963, p. 45.
5. ↑  Noi Alpini.
6. 1 2 3 4  Bianchi 2012, p. 63.
7. 1 2  Curati con stile.
8. ↑   Ordine militare d'Italia Cavarzerani, Costantino, su quirinale.it, Quirinale. URL consultato l'11 febbraio 2023.
9. ↑  Gazzetta Ufficiale del Regno d'Italia n. 276 del 26 novembre 1930, p. 5098.